# Picander
Christian Friedrich Henrici (Stolpen, perto de Dresden, 14 de janeiro 1700 — Leipzig, 10 de maio de 1764), mais conhecido sob o pseudônimo de Picandro ou Picander, foi um poeta alemão e o libretista de muitas das cantatas de Johann Sebastian Bach, escritas em Leipzig.

## Vida
Henrici estudou Direito em Wittenberg e Lipsia e possivelmente exercia a advocacia ou ensinava o Direito, enquanto sua atividade como poeta era um ofício à parte. Começou a escrever versos satíricos, poemas para aniversários, casamentos e nascimentos, como estava em moda naquela época. Johann Christoph Gottsched o definiu como Hungerdichter, um poeta da fome.
O prefácio de um dos volumes de sua poesia indicava que Bach musicou o volume inteiro em 1729, embora apenas nove das cantatas baseadas naquele livro específico tenham sido apresentadas nos dias de hoje. Dado que muitas obras importantes de Bach, em particular a Cantata do Café (BWV 211) e a Paixão segundo São Mateus (BWV 244), utilizam os libretos de Henrici, isto poderá significar a perda de grande parte das composições de Bach.

## Obras
- Sammlung Erbaulicher Gedanken über und auf die gewöhnlichen Sonn- und Fest-Tage, in gebundener Schreib-Art entworffen. Leipzig 1725
- Teutsche Schau-Spiele, bestehend in dem Akademischen Schlendrian, dem Ertzt-Säuffer und der Weiber-Probe. Zur Erbauung und Ergötzung des Gemüths entworffen. 3 vols., Berlim, Frankfurt e Hamburgo 1726
- Ernst-Schertzhaffte und Satyrische Gedichte.

I, Leipzig 1727; 1748 (cópia digitalizada da cópia da Bayerische Staatsbibliothek)
II, ebd. 1729; 1749 (cópia digitalizada da cópia da Bayerische Staatsbibliothek)
III, ebd. 1732; 1750 GDZ
IV, ebd. 1737; 1751
V, ebd. 1751 (online)
- Sammlung vermischter Gedichte. Frankfurt und Leipzig 1768